# Elisabeta de Austria (1554-1592)
Elisabeta de Austria (5 iulie 1554 – 22 ianuarie 1592), s-a născut arhiducesă de Austria, iar mai târziu a devenit regină a Franței. A fost fiica lui Maximilian al II-lea, Împărat Roman și a Mariei a Spaniei. S-a căsătorit cu regele Carol al IX-lea al Franței pentru trei ani și jumătate, până la moartea lui.

## Primii ani
Elisabeta a fost al cincilea copil și a doua fiică din cei 16 copii ai părinților ei, din care numai opt au ajuns la vârsta adultă. În timpul copilăriei, a locuit cu sora ei mai mare Anna și fratele mai mic Matei într-un pavilion în grădina noului Schloss Stallburg din apropierea Vienei. S-au bucurat de o copilărie privilegiată și au fost crescuți în religia catolică. Tatăl ei Maximilian o vizita adesea și se pare că Elisabeta a fost copilul lui favorit. Ea îi semăna, nu numai fizic dar și în caracter: Elisabeth a fost la fel de inteligentă și fermecătoare, ca și tatăl ei.
Cu pielea ei de un alb impecabil, părul lung și blond și fizicul perfect, ea a fost considerată una dintre cele mai mari frumuseți ale epocii; serioasă, pioasă și cu inima caldă, ea a fost, de asemenea, naivă și inocentă datorită creșterii sale privilegiate. Frații Elisabetei au fost educați de către scriitorul și diplomatul flamand Ogier Ghiselin de Busbecq. Mama ei, Maria, a avut grijă personal de educația religioasă a fiicelor ei și încă din copilăria timpurie ea a fost impresionată de omonima ei, Sfânta Elisabeta a Ungariei și a luat-o ca model.
Foarte devreme, în jurul anului 1559, s-a sugerat o căsătorie între ea și viitorul rege Carol al IX-lea al Franței. În 1562 mareșalul de Vieilleville, membru al delegației franceze trimisă la Viena, după ce a văzut-o pe prințesa în vârstă de opt ani, a exclamat:"Majestatea Voastră, aceasta este regina Franței!". Deși Vieilleville nu avea dreptul de a face o ofertă, bunicul Elisabetei, împăratul Ferdinand I, părea interesat. Au schimbat cadouri și au inițiat contacte între cele două țări, însă nimeni nu s-a deranjat să predea limba franceză prințesei.

## Căsătoria

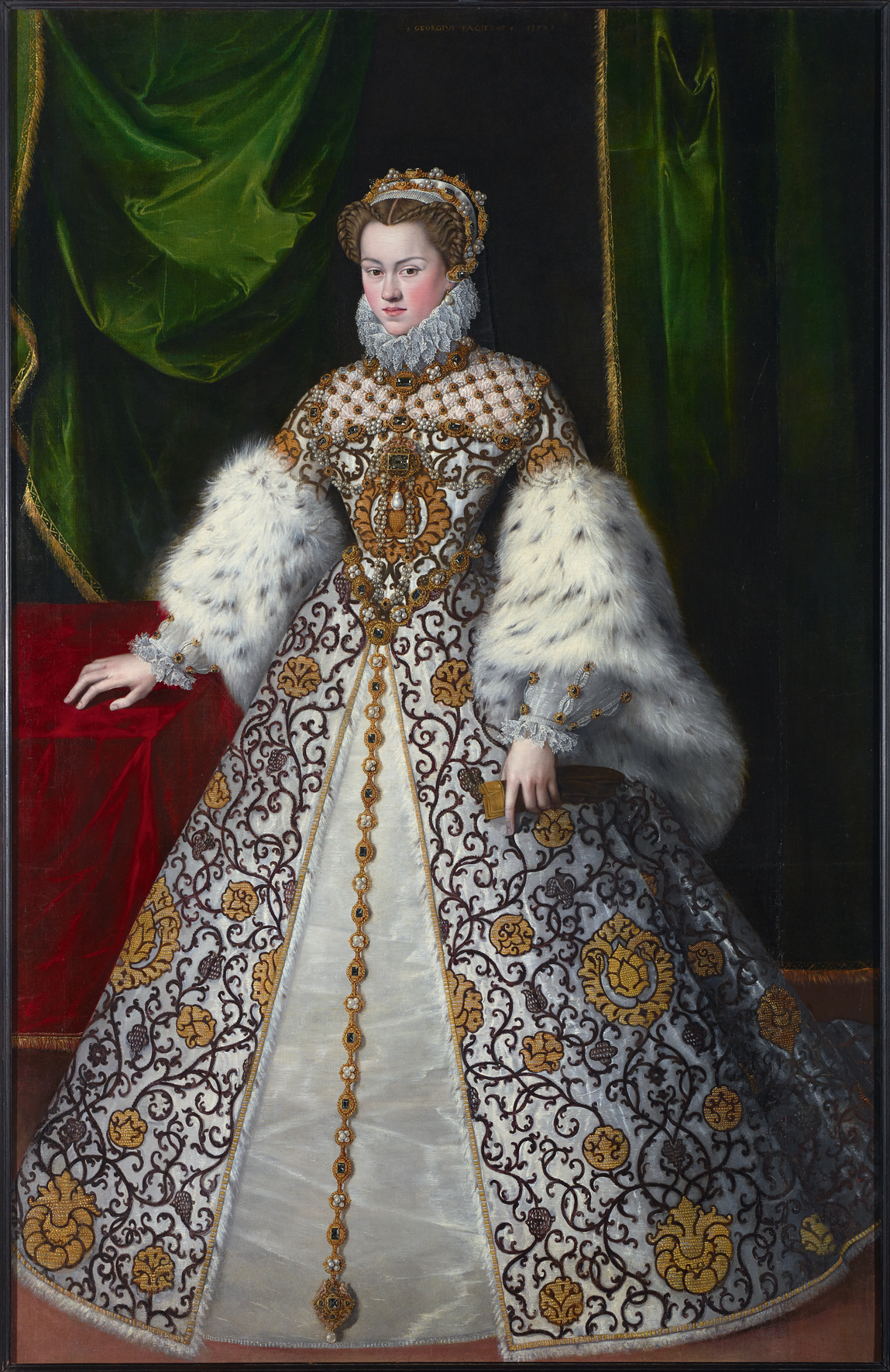
Elisabeta de Austria, ca. 1574.

Numai în 1569, după eșecul planurilor de căsătorie cu regii Frederic al II-lea al Danemarcei și Sebastian I al Portugaliei, oferta franceză a fost luată serios în considerare. Regina Ecaterina de Medici, mama lui Carol al IX-lea și puterea din spatele tronului, inițial a preferat-o pe sora mai mare a Elisabetei, Ana, însă arhiducesa era deja aleasă ca soție pentru unchiul ei, regele Filip al II-lea al Spaniei.  În cele din urmă regina Ecaterina a fost de acord cu căsătoria cu cea de-a doua fiică, Elisabeta, deoarece Franța avea nevoie de o căsătorie catolică pentru a combate părțile protestante precum și pentru a cimenta o alianță între coroana Franței și imperiul habsburgic.
Elisabeta s-a căsătorit prin procură la 22 octombrie 1570 în catedrala de la Speyer (unchiul Elisabetei, arhiducele Ferdinand l-a reprezentat pe regele Franței). La 4 noiembrie ea a părăsit Austria acompaniată de nobili și nobile germane și de arhiepiscopul elector de Trier.
Odată ajunși în teritoriul francez, drumurile erau impracticabile din cauza ploilor constante; aceasta a cauzat decizia prin care nunta oficială urma să fie sărbătorită în micul oraș de frontieră Mézières-en-Champagne (acum Charleville-Mézières). Curios în legătură cu viitoarea soție, regele s-a îmbrăcat ca un soldat și a mers la Sedan, unde mireasa sa se afla în compania fratelui său mai mic, Henric, Duce de Anjou, pentru a o observa incognito în timp ce se plimba prin grădinile palatului cu Henric. A fost mulțumit cu ceea ce a văzut.
Regele Carol al IX-lea al Franței și Arhiducesa Elisabeta de Austria s-au căsătorit oficial la 26 noiembrie 1570 la Mézières; ceremonia a fost ținută de Charles, Cardinal de Bourbon. Nunta a fost celebrată cu multă pompă și extravaganță în ciuda datoriilor financiare ale Franței.

## Regină a Franței

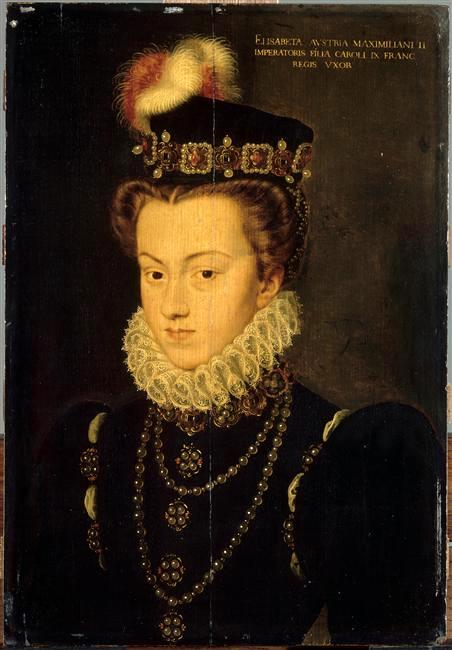
Regina Elisabeta a Franței

La 25 martie 1571 Elisabeta a fost încoronată ca regină a Franței de arhiepiscopul de Reims la biserica St Denis. Noua regină și-a făcut intrarea oficială în Paris patru zile mai târziu, la 29 martie.  Apoi, a dispărut din viața publică.
Elisabeta era așa încântată de soțul ei încât, spre amuzamentul general, nu ezita să-l sărute în fața altora. Totuși, regele avea o relație de mult timp cu Marie Touchet, care a rostit: "Nu mă sperie nemțoaica" (L'allemande ne me fait pas peur) Regele s-a întors în scurt timp la metresa lui, încurajat de mama lui, regina Ecaterina, care s-a asigurat că noua noră era ținută departe de treburile de stat.
Deși nu au fost niciodată îndrăgostiți unul de altul, cuplul regal a avut o relație caldă și s-au susținut reciproc. Regina Elisabeta vorbea fluent germana, spaniola, latina și italiana însă a învățat foarte greu franceza. De asemenea, ea se simțea singură la curtea franceză care era plină de viață și destrăbălată; una dintre prietenele ei era cumnata ei controversată, Margareta de Valois. Regina, șocată de viața libertină de la curtea Franței, își petrecea timpul brodând, citind și în special cu lucrări de caritate și pioase. Singurul ei act controversat a fost respingerea atenției politicienilor și curtenilor protestanți refuzând să permită liderului hughenot, Gaspard al II-lea de Coligny, permisiunea de a-i săruta mâna.
Câteva luni mai târziu, la 27 octombrie 1572, regina a născut la Palatul Louvre primul ei copil, o fiică, care a fost botezată Maria Elisabeta după bunica ei, împărăteasa Maria, și după regina Elisabeta I a Angliei care i-a fost nașă.
În perioada nașterii copilului lor, sănătatea precară a regelui s-a înrăutățit rapid și după o lungă suferință în care Elisabeta i-a fost susținător tăcut și s-a rugat pentru vindecarea lui, Carol a murit la 30 mai 1574, la vârsta de 23 de ani.
După ce s-a terminat perioada de 40 de zile de doliu, Elisabeta, acum numită regina albă, a fost obligată de tatăl ei să se întoarcă la Viena. După o scurtă vreme, împăratul Maximilian al II-lea a vrut o nouă căsătorie pentru ea, de data asta cu fratele soțului ei decedat, noul rege Henric al III-lea al Franței; totuși, ea l-a refuzat ferm.
Regele Henric al III-lea i-a cedat cumnatei sale teritoriile March superioară și inferioară (Haute et Basse-Marche). În plus, ea a primit titlul de Ducesă de Berry iar în 1577 a primit ducatele de Auvergne și Bourbon în schimb. La 28 august 1575 Elisabeta și-a vizitat la Amboise fiica în vârstă de trei ani pentru ultima dată iar la 5 decembrie ea a părăsit Parisul lăsând-o pe mica prințesă Maria Elisabeta în grija bunicii sale, regina Ecaterina de Medici. Elisabeta nu și-a mai văzut fiica niciodată; aceasta moare la vârsta de cinci ani, la 2 aprilie 1578.

## Ultimii ani

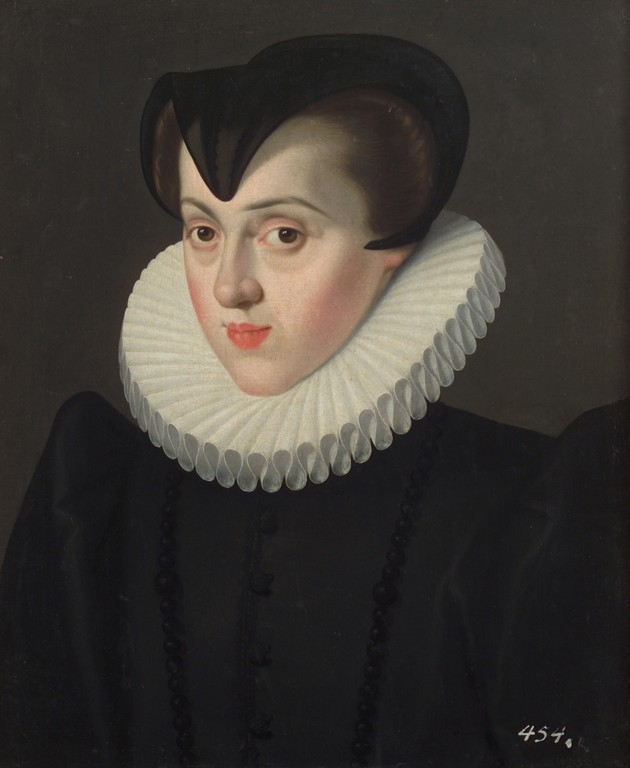
Elisabeta în haine de văduvă. Pictură de Jakob de Monte, ca. 1580.

Odată ce s-a întors la Viena, Elisabeta a locuit în casa copilăriei, la Schloss Stallburg. La 12 octombrie 1576 iubitul ei tată moare iar fratele ei, Rudolf al II-lea, i-a succedat ca împărat al Sfântului Imperiu Roman.
Când i se face o nouă propunere de căsătorie, în 1580, de data asta de la regele Filip al II-lea al Spaniei, după decesul soției sale Ana (care fusese sora Elisabetei), ea refuză din nou.
La începutul anului 1580 Elisabeta a cumpărat niște terenuri din apropierea orașului Stallburg și a fondat mănăstirea de săraci Clares Maria, regina îngerilor (Klarissinnenkloster Maria, Königin der Engel), cunoscută de asemenea sub numele de mănăstirea reginei (Königinkloster). Elisabeta și-a dedicat viața ei de acum înainte pentru a urma exemplul sfântului hram al mănăstirii ei, în exercițiu de pietate și de îngrijire a săracilor. Chiar și fetele nobile sărace aveau sprijinul ei. Ea a finanțat, de asemenea, restaurarea din Capela tuturor sfinților în Hradcany, Praga, care a fost distrusă într-un incendiu în 1541.
După plecarea din Franța, ea a menținut o corespondență regulată cu cumnata ei, regina Margareta de Navara, și când aceasta a fost ostracizată de restul familiei regale, ea și-a pus jumătate din veniturile din Franța la dispoziția Margaretei. 
Elisabeta a murit la 22 ianuarie 1592 victimă a pleureziei la vârsta de 37 de ani și a fost îngropată sub o lespede de marmură simplă în biserica mănăstirii ei.